# Auggen

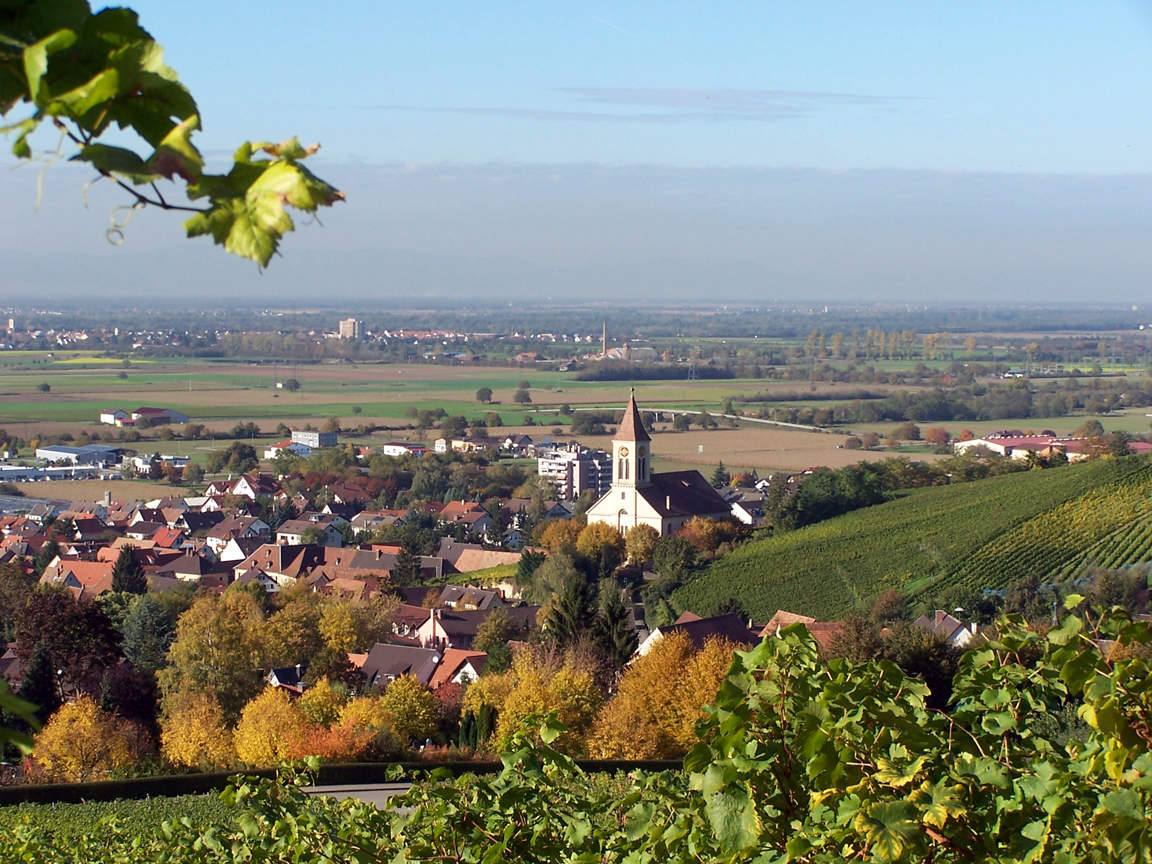
Blick auf Auggen und das Rheintal

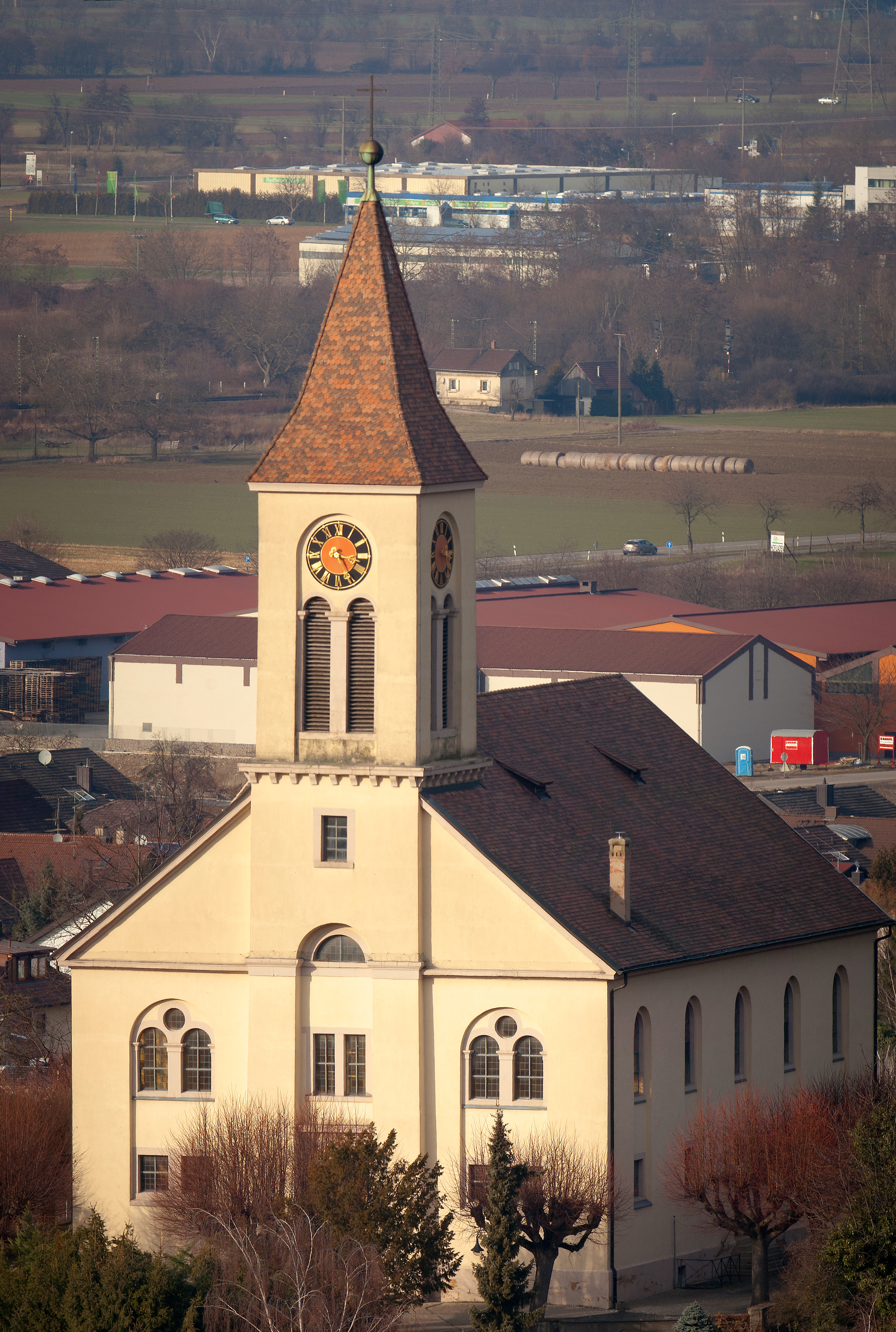
evangelische Kreuz-Kirche

Auggen ist eine Gemeinde im Markgräflerland im Landkreis Breisgau-Hochschwarzwald in Baden-Württemberg (Deutschland).

## Geografie

### Lage
Auggen liegt im südwestlichen Baden-Württemberg nahe der französischen Grenze. Die nächsten Großstädte sind Freiburg im Breisgau und Basel.

### Nachbargemeinden
Nachbarstädte und -gemeinden sind Müllheim im Markgräflerland, Schliengen und Neuenburg am Rhein.

### Gemeindegliederung
Zur Gemeinde Auggen gehören das Dorf Auggen, der Weiler Hach, der Zinken Zizingen, die Siedlung Karl Richtberg und der Wohnplatz Schotterwerk. Im Gemeindegebiet liegen die abgegangenen Ortschaften Au, Geigenhoven, Gutnau und Wegersheim.

## Geschichte

### Auggen

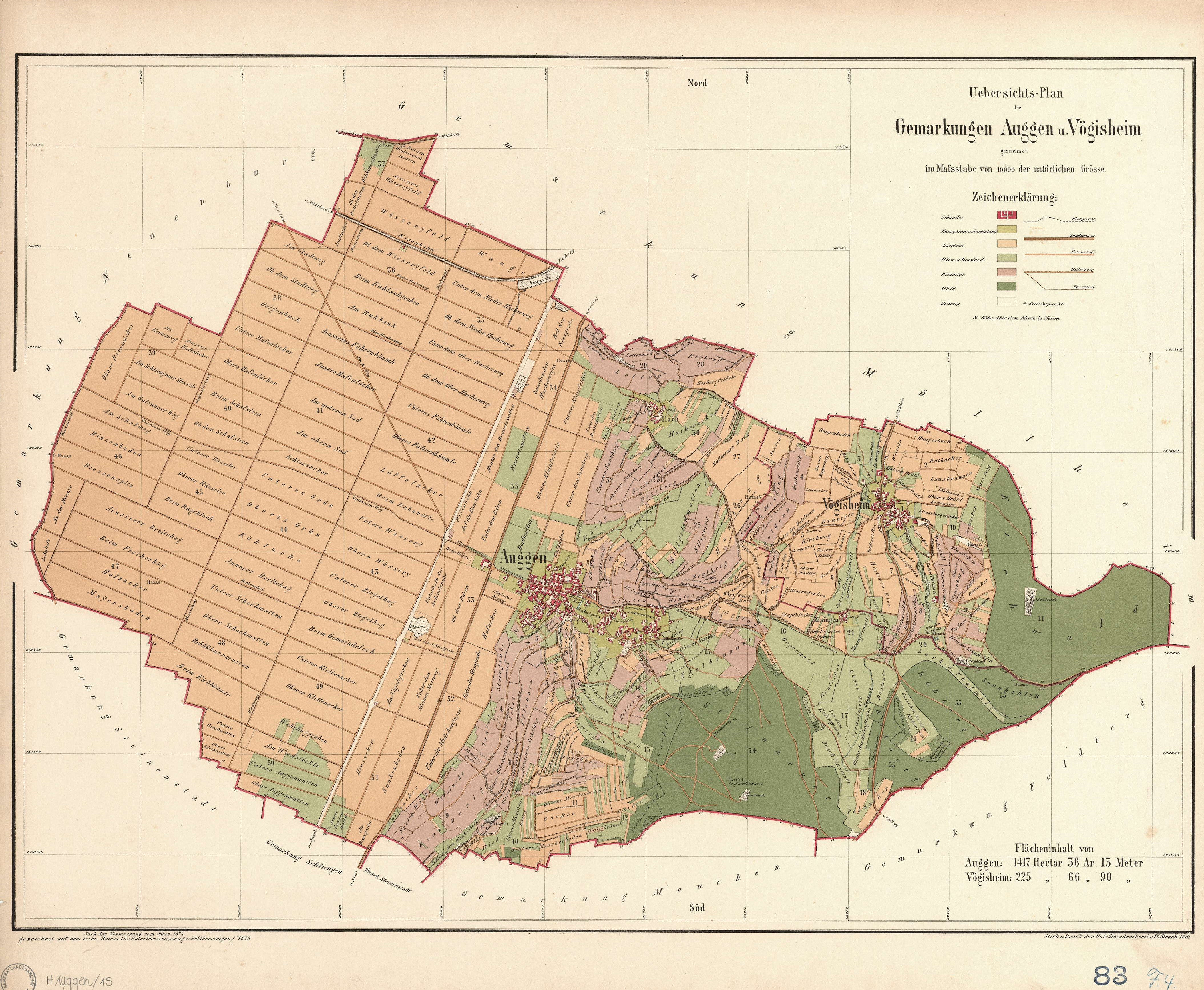
Gemarkungen Auggen und Vögisheim 1881

Im Jahre 752 wurde erstmals ein Ort Anghoma urkundlich erwähnt und dieser wurde als Auggen interpretiert was aber zweifelhaft ist. Die früheste unstrittige Urkunde die Auggen in der Form Ovchein nennt, ist eine Güterübertragung des Grafen Ulrich von Lenzburg im Jahre 1036 n. Chr. an das Chorherrenstift St. Michael Beromünster. Archäologische Fundstücke die der Michelsberger Kultur zugeordnet wurden, lassen jedoch bereits eine deutlich frühere Besiedelung vermuten. Eine römische Villa rustica aus dem 1. Jahrhundert nach Christus wurde bereits in den 1980er Jahren in der Rheinebene (Gewanne Schlossacker und Grün) gefunden, aber erst 2004 und 2012 genauer untersucht. Man klassifizierte das 75 Meter breite Bauwerk als „repräsentative römische Axialhofvilla“ und die Denkmalschutzbehörde erklärte das Gelände zum Grabungsschutzgebiet.
Eine im Gewann Steinacker vermutete keltische Viereckschanze hat es aber wohl nicht gegeben.
Im Mittelalter sind eine Vielzahl von Klöstern und Adelsfamilien als Grundbesitzer in Auggen bezeugt.
Im Hochmittelalter gab es in Auggen zwei Niederungsburgen (Burg Auggen (Schlösslegarten) und Burg Auggen (Stadtweg)), wobei den jeweiligen Burgherren in grundherrschaftlicher und jurisdictioneller Beziehung je die Hälfte des Dorfes gehörte. Burgherren waren einerseits die Grafen von Freiburg-Badenweiler als Oberherren und die Familie der Sermenzer (eine Seitenlinie der Herren von Neuenfels) als Dienstmannen und andererseits die Markgrafen von Baden-Hachberg als Oberherren und die Herren von Oughein als Dienstmannen. Diesem Adelsgeschlecht entstammt auch der Minnesänger Brunwart von Augheim. Diese beiden festen Häuser wurden 1272/73 im Neuenburger Krieg zerstört. Danach treten die Grafen von Freiburg nicht mehr als Ortsherrschaft auf. Die Markgrafen von Hachberg-Sausenberg errichteten wieder eine Burg, die zunächst an die Herren von Staufen und dann an jene von Neuenfels als Lehen vergeben wurde. Um 1540 fiel das Lehen an die Markgrafen von Hachberg-Sausenberg zurück zu deren Landgrafschaft Sausenburg (später Oberamt Rötteln) die beiden vereinten Dorfhälften fortan gehörten.
Auggen teilte geschichtlich damit das Schicksal des Oberamts Rötteln und kam 1503 zur Markgrafschaft Baden und bei der Teilung zur Markgrafschaft Baden-Durlach. Zwei Ereignisse im Raum Auggen sind hervorzuheben. 1727 zerstörte ein großer Brand den größten Teil des unteren Dorfes. Hierzu gibt es den Bericht des damaligen Pfarrers Hölzlein.
1796 gehörte Auggen zum Aufmarschgebiet vor der Schlacht bei Schliengen.
Durch das Organisations-Reskript vom 26. November 1809 wurde das bisherige Oberamt Rötteln aufgelöst und Auggen wurde dem neuen Bezirksamt Müllheim zugeteilt. Mit der Auflösung des Landkreises Müllheim 1973, wurde Auggen Mitglied des Gemeindeverwaltungsverbands Müllheim-Badenweiler.

### Einwohnerentwicklung
| Jahr      | 1660 | 1742 | 1830 | 1933 | 1950 | 1961 | 1970 | 1991 | 1995 | 2005 | 2010 | 2015 | 2020 |
| Einwohner | 630  | 1139 | 1232 | 1215 | 1531 | 1521 | 1649 | 2100 | 2132 | 2457 | 2479 | 2681 | 2810 |

### (Karl) Richtberg-Siedlung

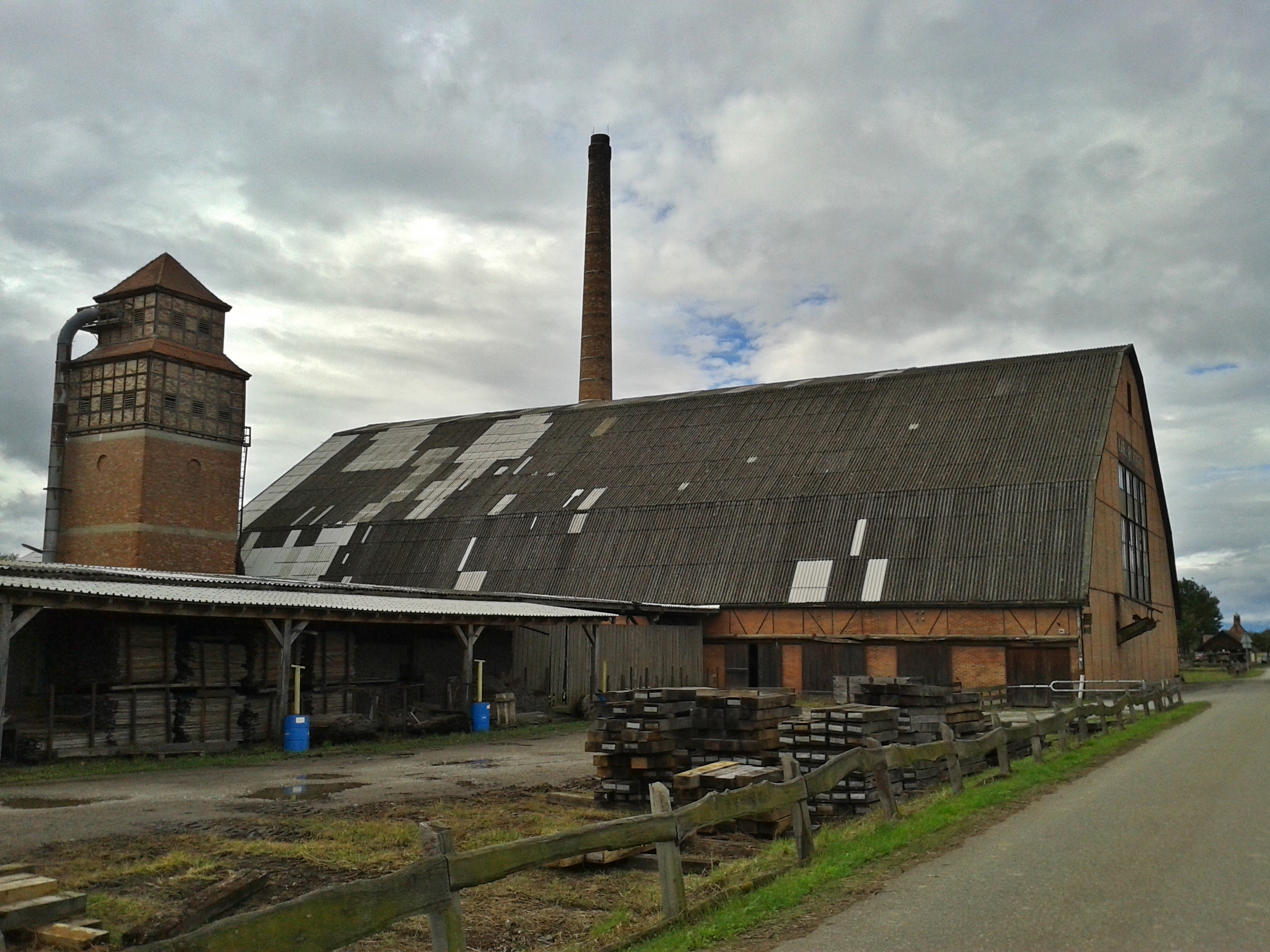
Ehemalige Zeppelin-Wartungshalle, heute Sägehalle und technisches Kulturdenkmal

Die westlich der Rheintalbahn und südlich der K 4946 gegenüber Müllheims Gewerbegebiet westlich B 3, zwischen Müllheim im Osten und Neuenburg im Westen auf Auggener Gemarkung gelegene Siedlung wurde 1922 vom Neuenburger Unternehmen Gebrüder Himmelsbach gegründet: Es brauchte als ehemals weltgrößte Konservierungsfirma einen Ausweich- und Erweiterungsstandort vor allem für die Eisenbahnholzschwellen- und Holzleitungsmasten-Produktion, nachdem am ursprünglichen Standort Güterbahnhof Neuenburg Neubauten entstanden. Als Firmenadresse wurde Neuenburg beibehalten. Der Entwurf für das repräsentative Verwaltungsgebäude und die zugehörige Wohnsiedlung stammt vom Karlsruher Architekten Professor Karl Caesar.
Die Sägehalle erhielt 1981 das Prädikat Technisches Kulturdenkmal: sie ist Teil einer ehemaligen Zeppelin-Wartungshalle, welche am ursprünglichen Standort, dem Flugplatz Baden-Oos, versteigert, in Einzelteile zerlegt und auf dem Schienenweg ins Markgräflerland transportiert wurde. Bei Baden-Baden war sie 1910 von der Maschinenfabrik Augsburg-Nürnberg AG (MAN) als Eisenfachwerkhalle westlich des Bahnhofes Baden-Baden-Oos für die Deutsche Luftschifffahrt AG (DELAG) als erste deutsche Luftschiff-Passagierstation errichtet worden. Sie musste 1920 nach dem Ersten Weltkrieg gemäß den Auflagen des Versailler Vertrages von 1919 demontiert werden.
Im Mai 2012 fanden in der Sägehalle Dreharbeiten zum Film Die Holzbaronin statt, wozu auch lokale Komparsen angeheuert wurden.

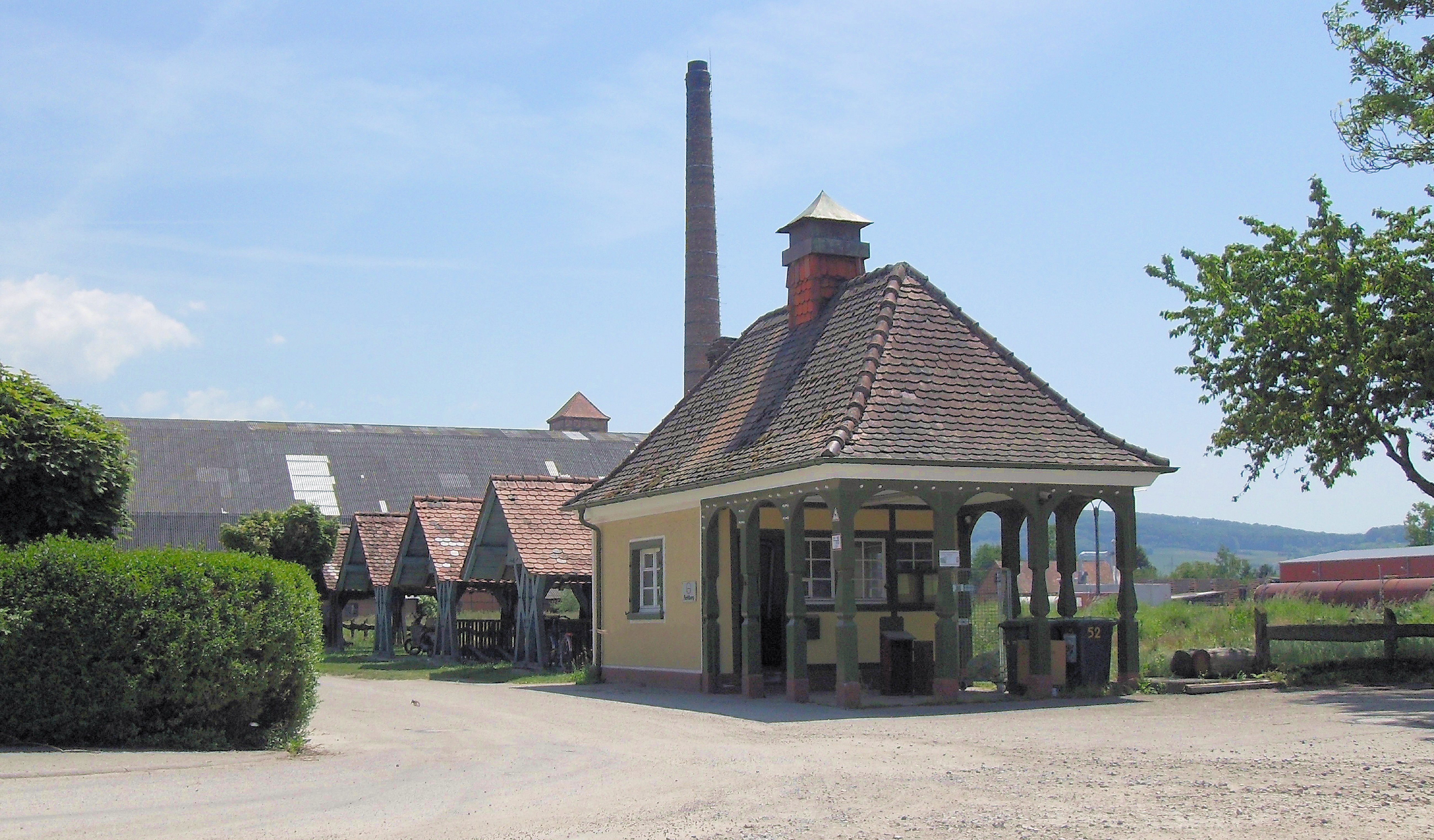
Betriebsgelände, im Hintergrund links die Sägehalle, ein Teil der ehemaligen Zeppelin-Wartungshalle
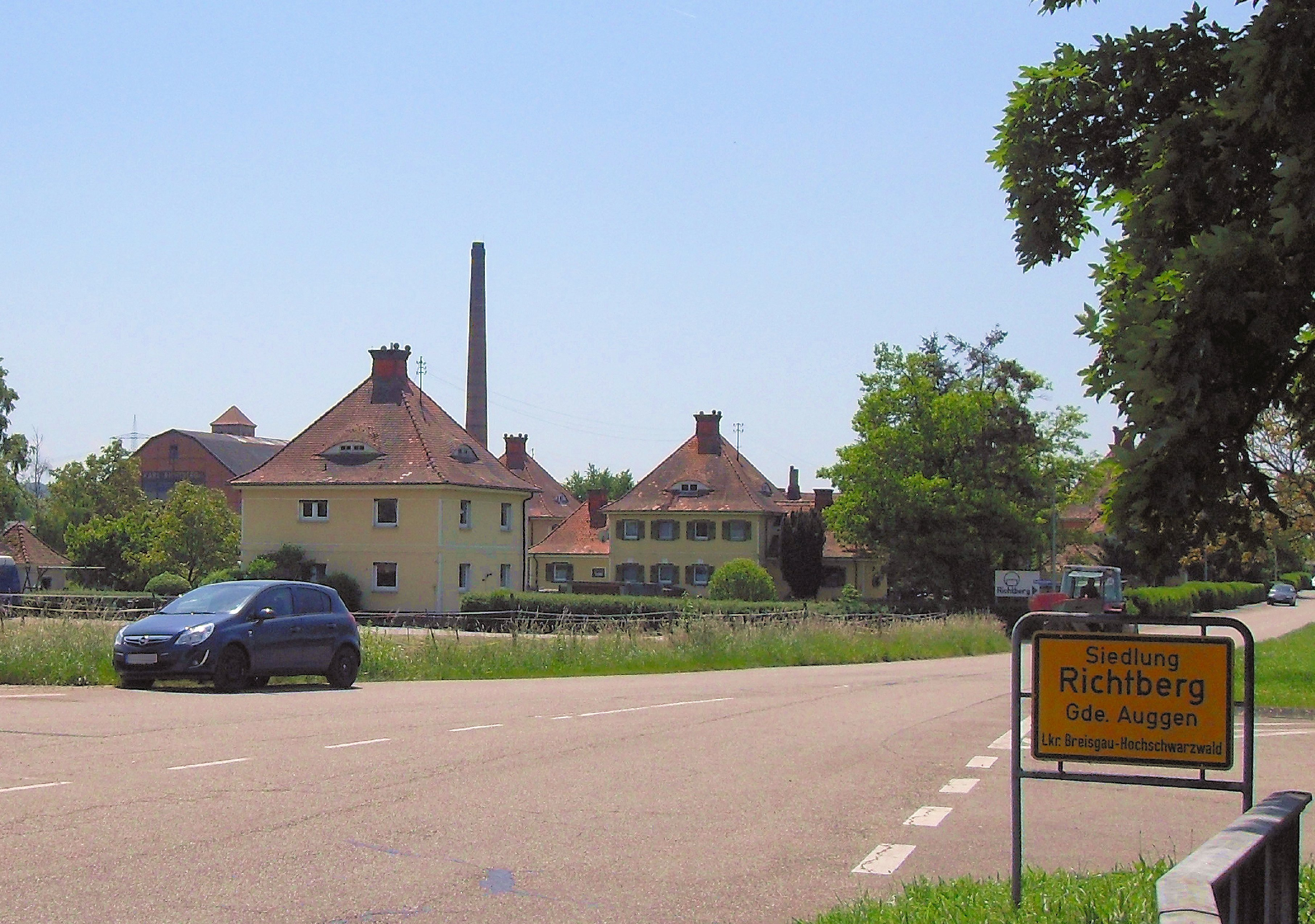
Arbeiterhäuser der Richtberg-Siedlung

Bis 2012 wurde in der „Sägehalle“ von der Firma Karl Richtberg GmbH & Co. KG eine Holzsägerei betrieben; der Gewerbebetrieb besitzt einen Gleisanschluss zur Eisenbahnstrecke Müllheim-Mulhouse. Die Firma sah sich aufgrund veränderter Marktbedingungen gezwungen, im dritten Quartal des Jahres 2012 die Sägerei einzustellen und sich auf ihr Kerngeschäft zu konzentrieren: die Herstellung von Holzbahnschwellen. Zwei Drittel der Produktion werden derzeit exportiert.
Anfang März 2009 konnte eine größere Katastrophe verhindert werden, als sich bei einem Brand ein Tank mit 62.000 Litern Schweröl zu entzünden drohte, das der Imprägnierung der Holz-Eisenbahnschwellen diente.
2022 wurde bekannt, dass die 2015 gegründete Karl Richtberg Schwellenwerk GmbH das Imprägnierwerk schließen wird, womit 100 Jahre nach der Gründung des ursprünglichen Werkes die Herstellung von Bahnschwellen in Auggen endet.

### Zugunglück
Am Abend des 2. April 2020 ereignete sich in Auggen ein Zugunglück mit einem toten Triebfahrzeugführer und zwei schwer sowie acht leicht verletzten LKW-Fahrern der rollenden Landstraße. Die Gesamtschadenshöhe wurde von der Bundesstelle für Eisenbahnunfalluntersuchung auf 5,462 Mio. Euro geschätzt. Der Güterzug fuhr auf einen 140 Tonnen schweren Betonblock, der von einer Brücke herabgestürzt war, die im Zuge des Ausbaus der Rheintalbahn am folgenden Wochenende hätte abgerissen werden sollen. Wegen der COVID-19-Pandemie war der Zug mit nur zehn Lastwagen beladen. Kurz vor dem Unglück hatten noch ein anderer Güterzug, ein Regionalexpress und ein ICE die Unglücksstelle passiert. Für wenige Minuten nach dem Unglück stand auf dem Fahrplan die Durchfahrt eines weiteren ICE, der jedoch durch die beteiligten Fahrdienstleiter rechtzeitig angehalten werden konnte. Die Strecke blieb bis zum 8. April gesperrt.

## Politik

### Gemeinderat
Die Kommunalwahl vom 9. Juni 2024 führte zu folgendem Ergebnis:
| Partei / Liste         | Stimmenanteil | Sitze  | (Ergebnis 2019)   |
| Freie Liste Auggen     | 71,7 %        | 9      | –                 |
| Auggen miteinander     | 28,3 %        | 3      | –                 |
| Freie Wähler Auggen    | –             | –      | (28,0 %, 3 Sitze) |
| CDU/Freie Bürger       | –             | –      | (27,5 %, 3 Sitze) |
| FDP/Freie Bürgerliste  | –             | –      | (22,6 %, 3 Sitze) |
| Grün-Rote Liste Auggen | –             | –      | (22,0 %, 3 Sitze) |
| Wahlbeteiligung        | 63,1 %        | 63,1 % | (61,6 %)          |

### Bürgermeister

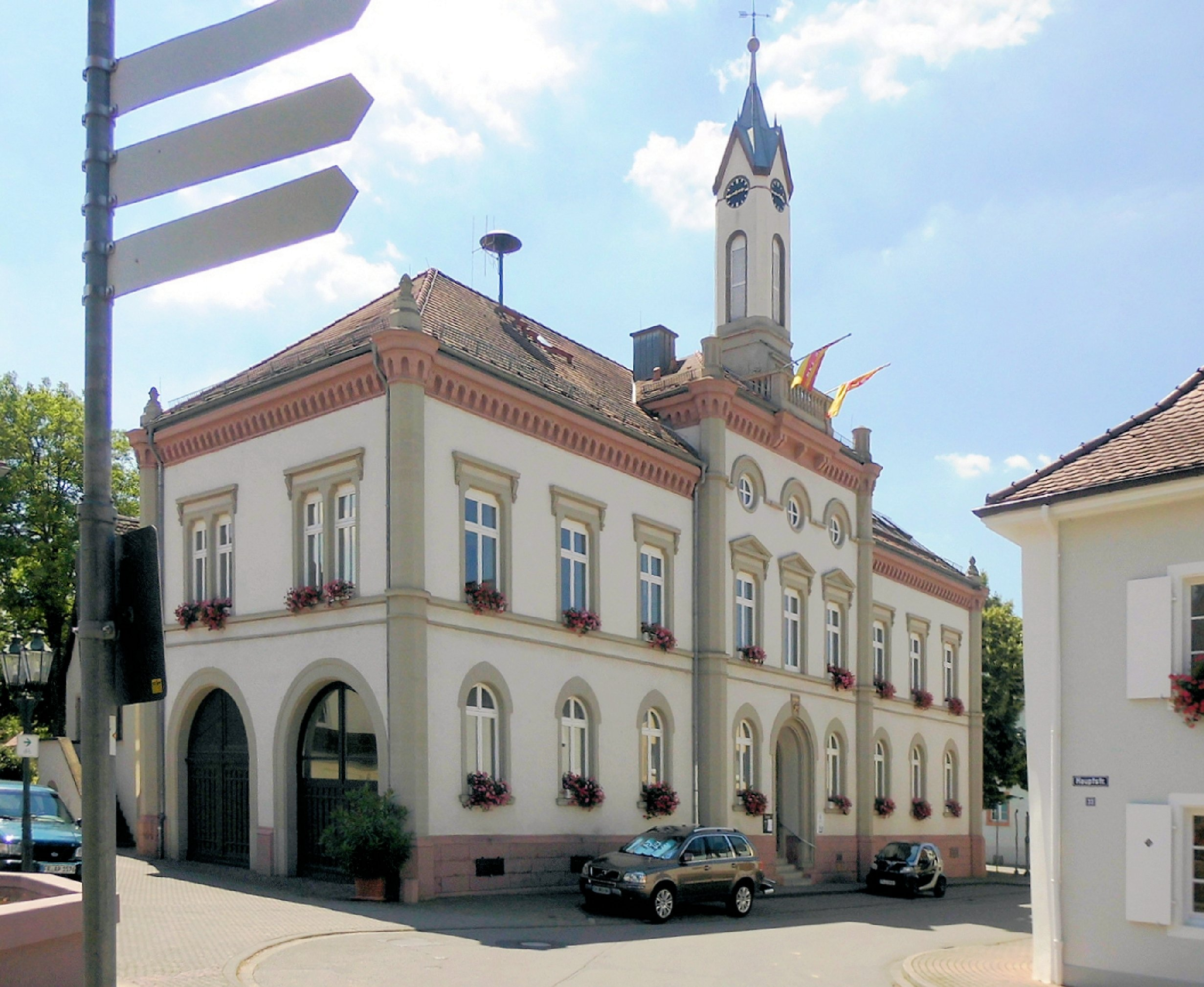
Rathaus Auggen

Im Juli 2013 wurde Fritz Deutschmann mit 87 % der Stimmen für eine zweite Amtszeit bestätigt. Am 11. Juli 2021 wurde Ulli Waldkirch im ersten Wahlgang mit 55 % der Stimmen zum Nachfolger des nicht mehr kandidierenden Fritz Deutschmann gewählt und trat sein Amt am 14. September 2021 an.

### Verwaltungsverband
Auggen ist Mitglied im Gemeindeverwaltungsverband Müllheim-Badenweiler, der Aufgaben der Unteren Verwaltungsbehörde wahrnimmt. Außer Müllheim und Badenweiler sind noch die Gemeinden Sulzburg und Buggingen Mitglieder des Verbands.

### Gemeindepartnerschaft
Châteauneuf-du-Pape im Département Vaucluse (Frankreich) ist Partnergemeinde von Auggen.
Neben der Gemeindepartnerschaft ist Auggen mit der Gemeinde Schellerhau im Erzgebirge, Sachsen freundschaftlich verbunden.

### Wappen
Blasonierung: „In gespaltenem Schild vorn in Gold (Gelb) eine grüne Traube mit zwei grünen Blättern an schwarzem Stiel. Hinten in Rot eine gestürzte goldene (gelbe) Pflugschar unter zwei zueinandergekehrten silbernen (weißen) Rebmessern mit schwarzen Griffen.“

## Wirtschaft und Infrastruktur

### Weinbau
Heute lebt das im westlichen Schwarzwald gelegene Dorf vor allem vom Tourismus und Weinanbau: Die Gemeinde Auggen ist insbesondere durch ihre Weinlage Schäf bekannt geworden. Auggener Schäf wird zu den besten Gutedel-Weinen des Markgräfler Landes gerechnet. Die Winzergenossenschaft Auggen baut den größten Teil der Auggener Weine an und ist ein bedeutender lokaler Wirtschaftsfaktor.

Winzergenossenschaft „Auggener Schäf“
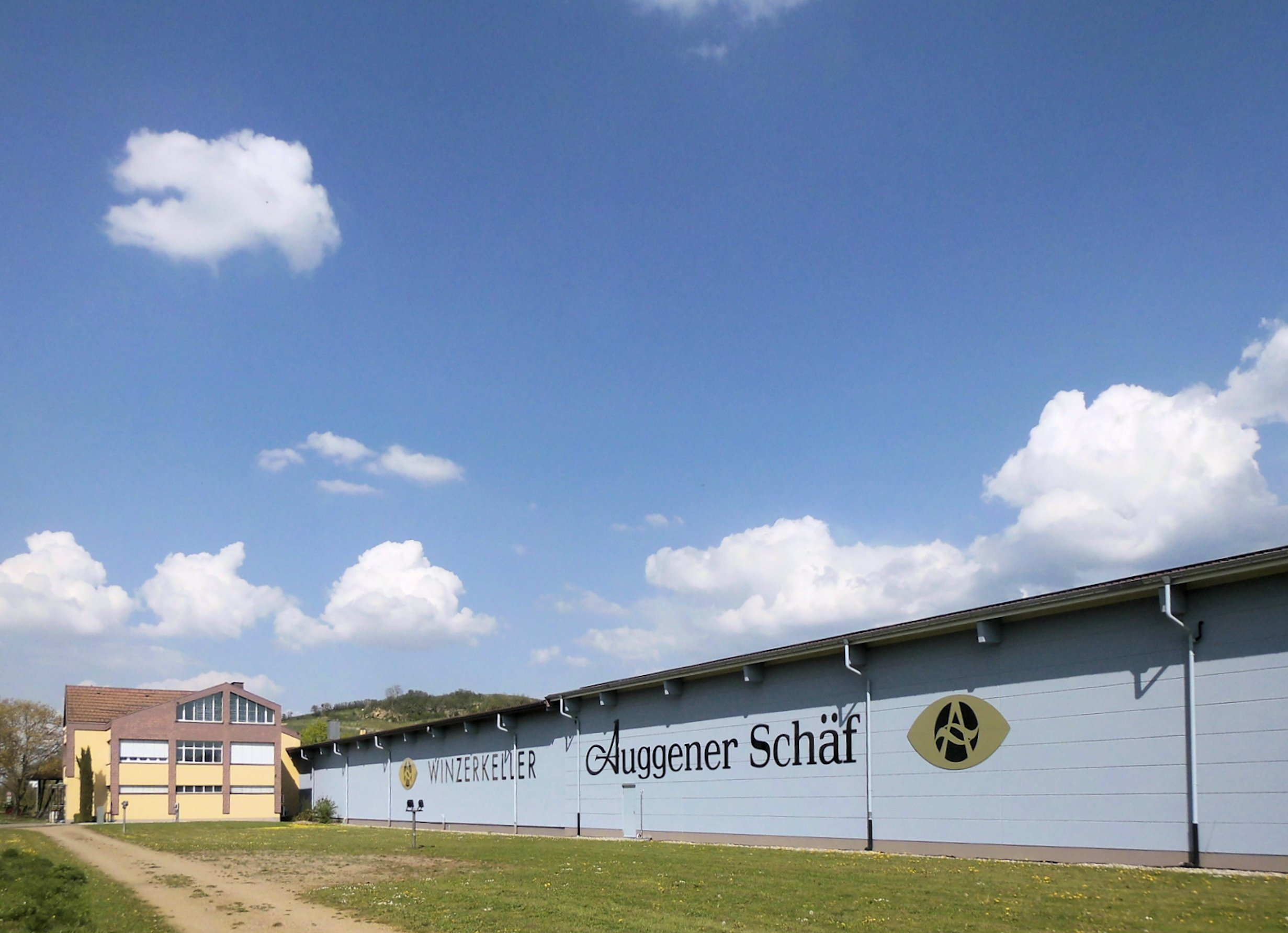
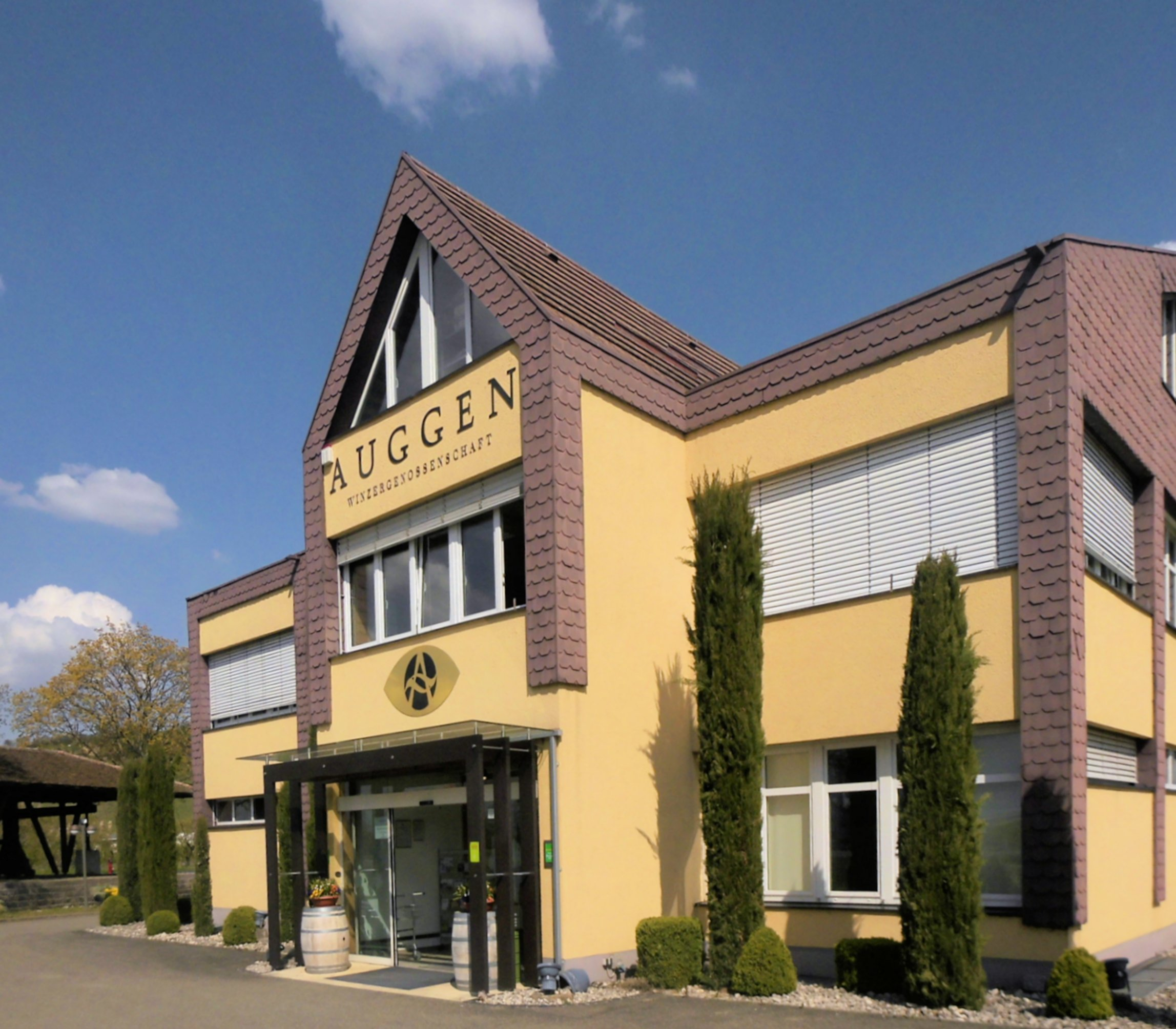

### Unternehmen

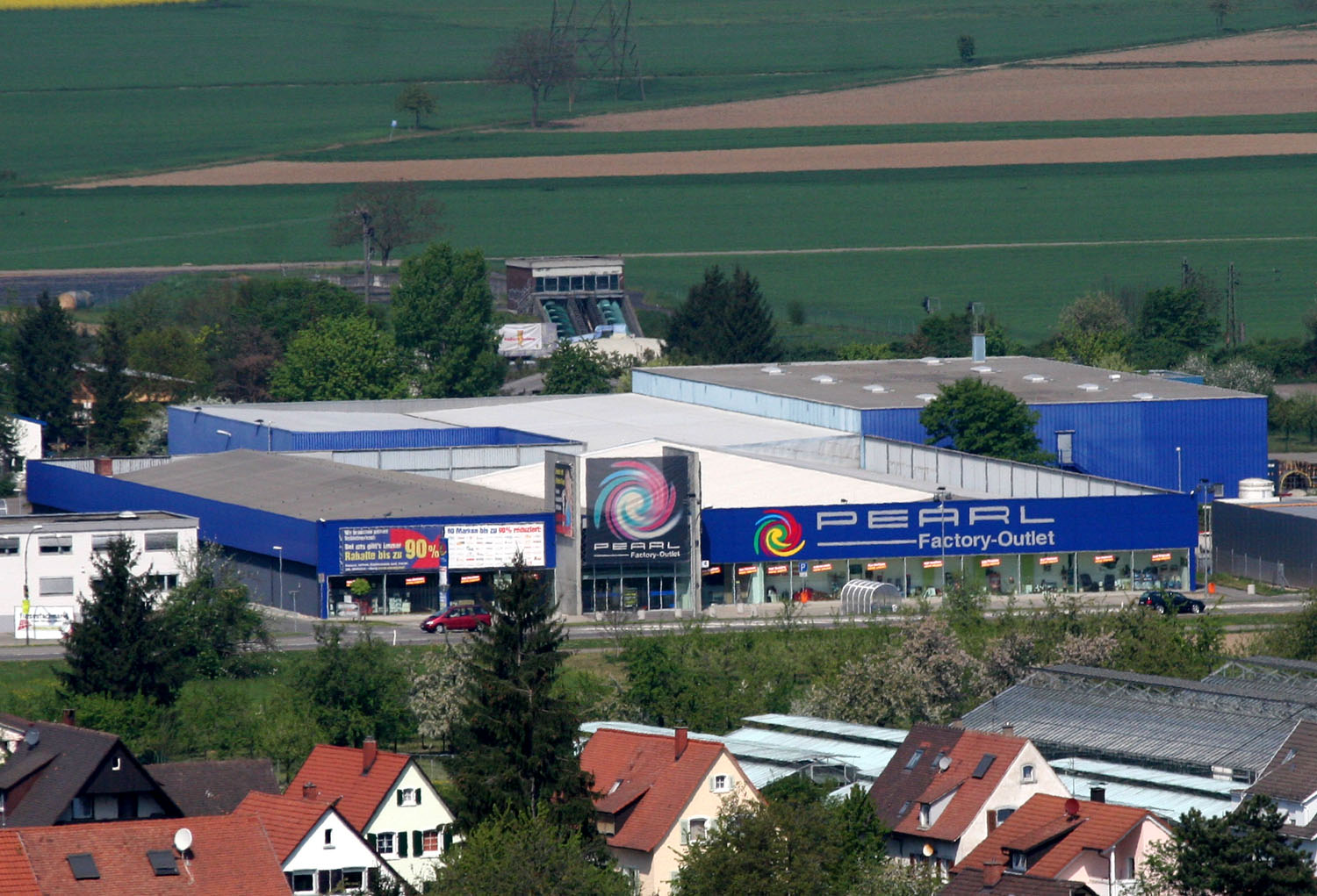
Pearl Factory Outlet

In Auggen angesiedelt sind die Kelterei der Jacoby GmbH sowie das PEARL Factory-Outlet, der Fabrikverkauf des Versandhauses PEARL. GmbH (Buggingen).

### Verkehr

#### Bahnverkehr
Der Haltepunkt Auggen liegt an der Bahnstrecke Basel–Karlsruhe (Rheintalbahn) der DB AG, etwa in der Mitte zwischen Freiburg im Breisgau und Basel und im Tarifgebiet des Regio-Verkehrsverbundes Freiburg (RVF). Nächstgelegene Fernverkehrsbahnhöfe sind Freiburg im Breisgau und Basel.

#### Radverkehr
Durch eine Alltagsroute aus dem Radnetz Baden-Württemberg ist Auggen mit Müllheim im Markgräflerland und über Schliengen mit Weil am Rhein verbunden.
Durch Auggen verläuft als Landes-Radfernweg der Badische Weinradweg. Er führt von Grenzach-Wyhlen nach Schliengen und oberhalb des Rheintals über Auggen nach Müllheim. Das Ziel des Weges ist Laudenbach im Norden Baden-Württembergs.
Der Markgräfler Radwanderweg von Freiburg nach Weil am Rhein verbindet Auggen nach Norden mit Müllheim und nach Süden über den Schliengener Ortsteil Mauchen mit Schliengen.

#### Fernstraßen
Durch die Bundesstraße 3 (Buxtehude–Weil am Rhein) besteht auch eine Verbindung zum überregionalen Straßennetz. Die Bundesautobahn 5 Karlsruhe – Basel führt an Auggen vorbei und kann über die Auffahrt Müllheim/Neuenburg erreicht werden.

#### Sport
Der FC Auggen ist ein Fußballverein aus Auggen, der aktuell in der Verbandsliga Südbaden spielt und in der Saison 2024/2025 das Finale des südbadischen Pokals gegen den Bahlinger SC erreicht hat.

## Persönlichkeiten

### Ehrenbürger
- Julius Kibiger (* 1903 in Feldberg; † 1983 in Müllheim), Kunstmaler und -zeichner, gilt als einer der produktivsten Heimatmaler des Markgräflerlandes

### Söhne und Töchter der Gemeinde
- 13. Jahrhundert, Brunwart von Augheim, Minnesänger
- 9. März 1901, Fritz Gugelmeier, † 9. März 1978, Landwirt, Winzer und Markgräfler Heimatdichter
- 24. März 1946, Herbert Wernicke, † 16. April 2002 in Basel, Opernregisseur, Bühnen- und Kostümbildner
- 28. Juli 1948, Dieter Müller, Dreisternekoch
- 30. Juli 1948, Walter Senner, † 3. Juli 2020, Ordensgeistlicher und Theologe

### Persönlichkeiten, die vor Ort gewirkt haben
- Jeremias Gmelin (1613–1698), 1651–1698 Pfarrer in Auggen
- Friedrich Wilhelm Hitzig (1767–1849), 1818–1828 Pfarrer in Auggen